# Preszpa Nemzeti Park
A Preszpa Nemzeti Park (albánul: Parku Kombëtar i Prespës) nemzeti park Albánia délkeleti részén, a Görögországgal és Észak-Macedóniával közös hármashatár területén található. A mintegy 277,5 km² területű park a névadó Preszpa-tavat és környékét foglalja magába, nem messze a jóval ismertebb Ohridi-tótól. A terület változatos élőhelyeit a magas hegyek, keskeny szigetek, hatalmas édesvízi vizes élőhelyek, sós mocsarak, rétek, nádasok és sűrű erdők alkotják.

## Története és jellemzői
A régió természeti és kulturális örökségének védelmére létrehozott parkot az UNESCO Ember és Bioszféra Programja keretében az Európai Zöldövezet és a Bioszféra Rezervátumok Világhálózatába sorolták be. A Nagy-Preszpa albániai szakasza a rámszari egyezmény alapján nemzetközi jelentőségű vizes élőhelyként, továbbá fontos madár- és növényvédelmi területként is elismert.
Mindkét tó alapvetően 850 és 900 méteres tengerszint feletti magasságban fekszik az Adria felett. 150 méterrel az Ohridi-tó fölött található, vizük több karsztos földalatti csatornán keresztül jut forrásokból a tóba. A Nagy-Preszpa-tavat a Thatë-hegység választja el az Ohridi-tótól, amely szintén a világ egyik legősibb tava. A hegy elsősorban a mészkőszikláin növő sármányvirág termesztéséről ismert; ez az albánok egyik legnépszerűbb teafajtája. A park emellett  tóban fekvő Maligrad-szigetet védi, amelyet számos, vadon élő állatok számára alkalmas barlang és egy kör alakú sziklaszirt tarkít.
A terület különböző területei és magasságai közötti hőmérséklet- és éghajlati különbségek miatt a parkot a növények és állatok széles skálájának otthona jellemzi. A park a palearktikus mediterrán erdők és cserjések bioszférájához, a Pindosz-hegység vegyes erdők szárazföldi ökorégiójához tartozik. 13 500 hektár területét erdők borítják, sűrű tűlevelű és lombhullató erdőkkel. A park területén 1130 növényfaj és 174 gombafaj található. Az állatvilágot 60 emlősfaj, 270 madárfaj, 23 hüllőfaj, 11 kétéltűfaj és 23 halfaj képviseli.
A Preszpa Nemzeti Park olyan kultúrtáj, amely évezredes kulturális gyakorlatok bizonyítékait mutatja, az emberi tartózkodás legrégebbi nyomai a neolitikumból származnak. A klasszikus ókorban a Via Egnatia kereskedelmi útvonal a közelben haladt el, mivel számos illír és ógörög törzs, valamint rómaiak, később pedig bizánciak lakták. Ennek ellenére a parkot számos természeti és kulturális látnivaló tarkítja, amelyek őskori lakóhelyeket és bizánci templomokat tartalmaznak, mint például a Zaver és a Treni barlangok, vagy a Mária-templom.

## Földrajza

### Fekvése
A Preszpa Nemzeti Park ó Albánia délkeleti régiójában helyezkedik el, északkeleten Észak-Macedóniával, délkeleten pedig Görögországgal határos. Leginkább az északi szélesség 40° és 45°, valamint a keleti hosszúság 20° és 55° között fekszik. 27 750 hektárnyi védett terület található Korça megyében, és magában foglalja a (Nagy) Preszpa-tavat, a Kis Preszpa-tavat, a Maligrad-szigetet és a környező területeket. Korça városa a régió legközelebbi és legnagyobb városa. A park területéből 2100 hektár mezőgazdasági terület, míg 5372 hektár nem minősül termőföldnek. A teljes területből 13 500 hektár erdőterületet foglal el, és mindössze 1828 hektár legelő és rét. A fennmaradó 4950 hektár területet vízfelszínek foglalják el.
A Nagy Preszpa-tó nyugaton Albánia, északkeleten Észak-Macedónia, délkeleten pedig Görögország között oszlik meg. Kissé délebbre, Albánia és Görögország között húzódik a Kis-Preszpa-tó, amelynek vize a Nagy-Preszpába ömlik, és egy keskeny földszoros választja el tőle. A tavak 849 és 853 méteres tengerszint feletti magasságban helyezkednek el az Adria felett, ezzel Délkelet-Európa legmagasabban fekvő tektonikus tavai. A Preszpa elsősorban földalatti mellékfolyók és patakok táplálják, melyek az Ohridi-tóba szivárognak le. A tavakat magas hegyek veszik körül, köztük az albániai Mali i Thatë és az észak-macedóniai Galičica. A hegyek között nyugaton van egy keskeny kifolyó, amelyből a tó a heves esőzések áradásakor és tavasszal a hóolvadás idején a Devoll folyóba ömlik, amely Albánia középső hegységén keresztül folyik, amíg az Adriai-tengerbe nem torkollik.

### Éghajlata
A Köppen-féle klímaosztályzás szerint a park éghajlata általában mediterrán, kontinentális hatásokkal, ami a változatos domborzat, a magassági különbségek és a tavakhoz kapcsolódó terület elhelyezkedése miatt meglehetősen egyedi körülményeket teremt. A havi középhőmérséklet januárban 0,2 °C és júliusban 19,2 °C között mozog. Az esőzések főként késő ősszel és télen fordulnak elő, míg a legkevesebb csapadékot júliusban és augusztusban hullik le. Az átlagos éves csapadékmennyiség 700 milliméter  és 1400 milliméter között változik a régiótól és az éghajlati típustól függően.

## Élővilág

### Élőhelyek
A park egy nagy kiterjedésű és összefüggő természeti környezet, amely több tájtípust foglal magában, amelyek mindegyike markáns természeti és kulturális értékekkel rendelkezik. A nádasok a patak- és folyószegélyek mentén fordulnak elő, ahol lassabb az áramlás, de a legnagyobb kiterjedésben a tavak mentén találhatók. Ökológiai szempontból kivételes értéket képviselnek. A nádasokkal borított tavak országba eső szakaszai mintegy 500 hektárnyi területűek, és nagy természetvédelmi értékkel bírnak, mivel jó költő- és búvóhelyet biztosítanak számos madár- és egyéb faj számára.
A parkon belül a Nagy- és Kis-Preszpa édesvízű tavai a tavak fizikai szerkezetéhez kapcsolódóan több, egymástól jól elkülönülő biológiai életközösségi zónára oszthatók. A pelágikus zóna a tavak mély, főleg természetes, növényzettel nem rendelkező részeit foglalja magában, ahol a gyökeres növények már nem nőhetnek. A litorális zóna a partközeli terület, amely a szárazföldi és a lebegő, fa- vagy cserjeszintű növényzetet egyaránt magában foglaló növényzettel borított részeket foglalja magában. A  parti zóna a régió néhány legnagyobb és legváltozatosabb patak- és csatornarendszerét foglalja magában, beleértve a kiterjedt vizes élőhelyeket, ártereket és mangrovefákat, amelyek hatalmas számú vízimadárnak és más vízi és tengeri fajoknak adnak otthont.
Az erdőterületek a parkban egyébként megtalálható növény- és állatfajoktól nagyon eltérő, gazdag fajkészlettel járulnak hozzá, beleértve a veszélyeztetett és endemikus fajokat is. A fák és más növényzet uralkodó fajai és egyéb növényzetük különbözik, és a geológia, a fekvés és a tengerszint feletti magasság függvényében is változik. Az erdők több magassági zónába sorolhatók. A tölgy az egyik leggyakoribb fafaj, amely méreténél és egyedsűrűségénél fogva különleges jellegzetességet képvisel a parkban. Ezt a zónát kocsányos, kocsánytalan, molyhos és csertölgy borítja, míg a száraz és sziklás lejtőkön a trójai tölgy dominál. Ahogy a dombokról a hegyvidéki területek felé emelkedünk, a tölgyerdők a Mali i Thatë lejtőin elterülő bükkösökre váltanak. Ebben a zónában túlnyomórészt európai bükk található a korai juharral és török mogyoróval együtt A montán bükkös és fenyő kiterjedt vegyes erdőzónája az északkeleti hegyvidéki területeken elsősorban közönséges jegenyefenyőből, makedón jegenyefenyőből, európai bükkből és balkáni bükkből áll.
Az alpesi és szubalpin rétekkel és legelőkkel borított gyepterületek uralják a Mali i Thatë hegygerincének és keleti lejtőinek nagy részét, és fontos élőhelyet biztosítanak az itt bőségesen élő változatos állatvilág számára. Bár itt alpesi tundrai körülmények is uralkodnak, ahol a fűfélék és a kis növények nagy fokú endemizmussal rendelkeznek.

## Fordítás
- Ez a szócikk részben vagy egészben  a   Prespa National Park (Albania) című angol Wikipédia-szócikk ezen változatának fordításán alapul.  Az eredeti cikk szerkesztőit annak laptörténete sorolja fel. Ez a jelzés csupán a megfogalmazás eredetét és a szerzői jogokat jelzi, nem szolgál a cikkben szereplő információk forrásmegjelöléseként.